# Liste der denkmalgeschützten Objekte in Kobenz
Die Liste der denkmalgeschützten Objekte in Kobenz enthält die denkmalgeschützten, unbeweglichen Objekte der Marktgemeinde Kobenz.

## Denkmäler
| Foto |                 | Denkmal                                                                                   | Standort                                 | Beschreibung | Metadaten |
| ---- | --------------- | ----------------------------------------------------------------------------------------- | ---------------------------------------- | --- | --- |
| ja   | Datei hochladen | Kath. Pfarrkirche hl. Rupert, Kirchhof und Kirchhofmauer HERIS-ID: 51593 Objekt-ID: 57278 | bei Marktstraße 3 Standort KG: Kobenz    | Die im Jahr 860 erstmals urkundlich erwähnte Kirche ist eine der ältesten der Steiermark. | BDA-Hist.: Q2083154 Status: § 2a Stand der BDA-Liste: 2025-06-30 Name: Kath. Pfarrkirche hl. Rupert, Kirchhof und Kirchhofmauer GstNr.: 20, 21 Church Saint Rupert (Kobenz) |
| ja   | Datei hochladen | Pfarrhof HERIS-ID: 51592 Objekt-ID: 57277                                                 | bei Marktstraße 8 Standort KG: Kobenz    | Beim Pfarrhof handelt es sich um einen zweigeschoßigen Bau mit barocken Fensterkörben und einem Stiegenhausgitter aus dem Jahre 1740. Über dem Portal prangt das Wappen von Propst Wolfgang Schwaiger und ist mit 1588 datiert. | BDA-Hist.: Q38046211 Status: § 2a Stand der BDA-Liste: 2025-06-30 Name: Pfarrhof GstNr.: 24 Pfarrhof hl. Rupert, Kobenz                                                     |
| ja   | Datei hochladen | Schloss Hautzenbichl HERIS-ID: 67577 Objekt-ID: 80550                                     | Fichtenstraße 8 Standort KG: Raßnitz     | → Hauptartikel : Schloss Hautzenbichl f1 | BDA-Hist.: Q2241475 Status: Bescheid Stand der BDA-Liste: 2025-06-30 Name: Schloss Hautzenbichl GstNr.: .184 Schloss Hautzenbichl                                           |
| ja   | Datei hochladen | Kath. Filialkirche St. Koloman HERIS-ID: 67582 Objekt-ID: 80555                           | bei Raßnitz-Dorf 10 Standort KG: Raßnitz | | BDA-Hist.: Q38117146 Status: § 2a Stand der BDA-Liste: 2025-06-30 Name: Kath. Filialkirche St. Koloman GstNr.: .215 Filialkirche hl. Koloman, Kobenz                        |